# Ornithogalum broteroi
Ornithogalum broteroi är en sparrisväxtart som beskrevs av Manuel Laínz. Ornithogalum broteroi ingår i släktet stjärnlökar, och familjen sparrisväxter. IUCN kategoriserar arten globalt som livskraftig. Inga underarter finns listade i Catalogue of Life.